# John Karefa-Smart
John Albert Musselman Karefa-Smart (* 17. Juni 1915 in Rotifunk; † 26. August 2010 in Freetown) war ein Mediziner, Hochschullehrer und Politiker aus Sierra Leone. Er war von 1961 bis 1964 erster Außenminister des Landes.

## Biografie

### Studium, Hochschullehrer und Minister
Karefa-Smart, der aus dem Volk der Bullom-Sherbro stammte, studierte nach der Schulausbildung am Fourah Bay College und schloss dieses Studium 1936 mit einem Bachelor of Arts (B.A.) ab. Ein anschließendes postgraduales Studium der Medizin am Otterbein College in Westerville beendete er 1940 mit einem Bachelor of Science (B.Sc.) sowie 1944 mit einem Master of Surgery (C.M.). Weitere Postgraduiertenstudien an der McGill University in Montréal beendete er mit einem Diplom in Tropenmedizin 1945 sowie mit einem Master in Public Health (M.P.H.) 1948 an der Harvard University.
Nach seiner Rückkehr nach Afrika wurde er 1949 zunächst Professor für Medizin an der University of Ibadan, ehe er 1953 einen Ruf als Professor für Medizin an der Xavier University of Louisiana annahm.
1957 begann er seine politische Laufbahn mit der Wahl zum Mitglied des Parlaments von Sierra Leone, das im folgenden Jahr seine innere Selbstverwaltung und schließlich am 27. April 1961 vom Vereinigten Königreich die Souveränität im Rahmen des Commonwealth of Nations erhielt. Im Parlament vertrat er bis 1964 die Interessen des Distrikts Tonkolili.
Nach der Unabhängigkeit galt er wegen seiner Bildung als möglicher Kandidat für das Amt des Premierministers. Dieses Amt wurde jedoch von Milton Margai übernommen, während er selbst Minister für Ländereien, Bergwerke und Arbeit sowie zwischen April 1961 und April 1964 Außenminister in dessen Kabinett wurde. Allerdings war er einige Male während Auslandsaufenthalten und Erkrankungen Margais amtierender Premierminister.
Nach dem Tode Margais am 28. April 1964 wäre er gemäß der Verfassung der legitime Nachfolger als Premierminister, allerdings kam es zu einer Manipulation der Verfassung durch die damals herrschende Sierra Leone People’s Party (SLPP), so dass der bisherige Finanzminister, Minister für Bildung, Landwirtschaft und Natur und jüngere Bruder Milton Margais, Albert Margai, dessen Nachfolger als Premierminister wurde.

### Exil und Präsidentschaftskandidat 1996 und 2002
Aus Enttäuschung über diese Situation verließ Karefa-Smart Sierra Leone und ging erneut in die Vereinigten Staaten, wo er zunächst von 1964 bis 1965 Professor an der Columbia University war. Nach einer anschließenden Tätigkeit als Assistierender Generaldirektor der Weltgesundheitsorganisation (WHO) in Genf kehrte er 1970 nach Sierra Leone zurück.
Mit Hilfe von anderen politischen Führungspersonen wie Mohamed Sorie Forna und Brigadegeneral Ibrahim Bash-Taqi, die aus dem All People’s Congress (APC) von Premierminister Siaka Stevens ausgetreten waren, gründete er mit der National Democratic Party (NDP) eine breit unterstützte Partei, die auf dem besten Wege war Siaka Stevens zu besiegen. Die UDP war die Partei mit dem größten Mitgliederzuwachs, die jemals in Sierra Leone gegründet wurde. Nachdem Stevens die Welle der Unterstützung für die UDP und Karefa-Smart realisierte, ordnete er das Verbot der Partei unter dem Vorwurf der Verbreitung von Chaos im Land an. Im Anschluss wurden mehrere Führungspersönlichkeiten der UDP verhaftet, während Karefa-Smart selbst gezwungen wurde das Land erneut zu verlassen und sich ins Exil zu begeben.
Zwischen 1971 und 1981 war er Professor für Medizin an der Harvard University sowie von 1972 bis 1977 zugleich an der Boston University. Außerdem war er zugleich 1974 Medizinprofessor am Wellesley College sowie 1980 bis 1983 an der Howard University.
Obwohl er sich rund ein Vierteljahrhundert im Exil aufhielt, gab er sein politisches Engagement für Sierra Leone nicht auf und kehrte 1996 dorthin zurück und war für die United National People’s Party (UNPP) Kandidat bei den ersten freien Wahlen nach Jahren der Militärdiktatur. Im ersten Wahlgang lag er zwar vor dem späteren Wahlsieger und Kandidaten der SLPP Ahmad Tejan Kabbah, konnte diesen aber nicht klar genug schlagen, um einen zweiten Wahlgang zu vermeiden. In diesem war er letztlich Verlierer gegen eine aus SLPP und der People’s Democratic Party (PDP SORBEH) gebildeten Koalition. Zuvor war ihm selbst die Präsidentschaftskandidatur für die SLPP angeboten worden, allerdings verzichtete er wegen der 1964 von dieser begangenen Manipulation der Verfassung darauf, so dass der zuvor politisch unbekannte Ahmad Tejan Kabbah Präsidentschaftskandidat der SLPP und nach dem Wahlsieg gegen Karefa-Smart Nachfolger von General Julius Maada Bio als Staatsoberhaupt wurde.
Bei den Präsidentschaftswahlen war er erneut Kandidat der UNPP, unterlag diesmal jedoch mit nur 1,0 Prozent der Wählerstimmen deutlich, während Präsident Ahmad Tejan Kabbah mit 70,1 Prozent wiedergewählt wurde. APC-Kandidat Ernest Koroma erzielte als Zweitplatzierter 22,4 Prozent vor Johnny Paul Koroma von der Peace and Liberation Party (PLP) mit 3,0 Prozent und Alimamy Pallo Bangura, dem Kandidaten der Revolutionary United Front, mit 1,7 Prozent der Wählerstimmen.
Zum Zeitpunkt seines Todes war John Karefa-Smart der letzte überlebende Politiker der Väter der Unabhängigkeit Sierra Leons wie Herbert Bankole-Bright, Isaac Wallace-Johnson, Ibrahim Bash-Taqi, Mohamed Sorie Forna, Luseni A.M. Brewah, Salia Jusu-Sheriff, Siaka Stevens, Sorie Ibrahim Koroma, R.E.S. Lagawo, Mannah Kpaka und anderen.

## Veröffentlichungen
- 2009: Rainbow Happenings: A Memoir. XLibris Corp., USA, ISBN 978-1-441501677.

als Herausgeber
- 1966: Africa: Progress through Cooperation. Dodd, Mead, New York City.